# Верба, Сидней
Си́дней Ве́рба (англ. Sidney Verba; 26 мая 1932, Нью-Йорк, США — 4 марта 2019) — американский политолог, работы которого являются классикой современной политической науки.
Член Национальной академии наук США (1983).

## Биография
Окончил Гарвардский университет (бакалавр, 1953). В 1957 году в университете Принстона получил степень магистра, в 1959 году защищает докторскую диссертацию.
Преподавал политологические дисциплины в университетах: Принстон (1960—1964), Стэнфорда (1964—1968), Чикаго (1968—1972), Гарварда (с 1972). В 1984—2006 годах являлся директором Библиотеки Гарвардского университета и входил в состав совета директоров Издательства Гарвардского университета (англ. Harvard University Press).
Занимал посты: вице-президента (1972—1973) Ассоциации международных исследований, вице-президент (1979—1981) и президент (1994—1995) Американской ассоциации политической науки. Принимал активное участие в деятельности Национального исследовательского совета и Исследовательского совета по социальным наукам.

## Научная деятельность
В 1940—1960 годы политическая наука как дисциплина приобретает характер современной «профессии». Факультеты политической науки, государственного управления и политики впервые возникли в конце XIX в. на основе сотрудничества и благодаря совместным усилиям историков, юристов и философов. В первые десятилетия XX в. во многих американских университетах такие факультеты уже существовали, однако считались «второстепенными». В 1903 году была основана Американская ассоциация политической науки, в которую входило немногим более 200 специалистов. А в настоящее время она объединяет более 13 тыс. индивидуальных участников, в том числе и Сидней Верба. В основном это преподаватели высших учебных заведений, организованные по секциям многочисленных субдисциплин. Большинство ассоциированных членов имеет учёную степень доктора политической науки, присвоенную в одном из ведущих центров подготовки соискателей. Как правило, для её получения необходимо сдать определённое число экзаменов по специальности и методологии, а также осуществить крупный исследовательский проект. Научная репутация учёного оценивается по количеству публикаций, рекомендованных к изданию «мнением равных». Продвижение на научном поприще обычно зависит от положительных отзывов коллег, занимающихся изучением аналогичных проблем. Выходит несколько десятков периодических журналов по отдельным отраслям политической науки, материалы которых публикуются после одобрения другими специалистами в этой области.
К 1990-м годам Сидней Верба прошёл все эти ступени научной деятельности и стал профессионально изучать разнообразные функциональные направления политической науки как дисциплины, имеющие общепринятую концепцию предмета исследования. И как следствие — прочно утвердился в мировом научном сознании.

### Работы, сделавшие его знаменитым
Алмонд Г., Верба С. «Гражданская культура и стабильность демократии»
В этой работе Сидней Верба и Г. Алмонд выдвинули и разработали такое понятие, как гражданская культура, дав ему определение.

Гражданская культура — это смешанный тип политической культуры, в котором наряду с преобладанием составляющих культуры участнического (активистского) типа (плюрализм, рационализм, взаимное доверие, согласие относительно целей политики) органически присутствуют элементы патриархальной и подданической культур (отсюда-наличие умеренной политической пассивности и некоторых традиционных ценностей)

Ещё одна из наиболее важных работ Вербы — это «Сравнительная политическая культура». В ней Сидней Верба дал определение понятию политическая культура

Политическая культура — это феномен, что задает форму выражения связи между событиями в политике и поведением индивидов как реакции на них; хотя политическое поведение индивидов и групп-это ответ на действия официальных лиц из правительства, войны, избирательные кампании и тому подобное, оно еще в большей степени определяется тем значением, которое придается каждому из этих событий людьми, их наблюдениями. Можно сказать, что политическая культура — всего только проявление того, как люди воспринимают политику и как они интерпретируют увиденное.

## Наследие Сиднея Вербы
Сидней Верба внёс огромную роль в развитие политической науки. Во второй половине ушедшего века он попытался выделить такой тип политической культуры, который бы в наибольшей степени способствовал стабильному функционированию и развитию именно либеральной демократии. Учёный, кстати, работал в традиции бихевиоризма, но одновременно находился под сильным влиянием методологии Макса Вебера — известного либерального мыслителя. Выделив три типа политической культуры (приходскую, подданническую и партиципаторную). Автор выявил, что наиболее явно гражданская культура представлена в США и Великобритании.

### Типология политических культур
Широкую известность в науке получила классификация политической культуры, предложенная Вербой и Алмондом в одном из важнейших трудов мировой политологии «Гражданская культура»(1963).
Анализируя и сопоставляя основные компоненты и формы функционирования политических систем Англии, Италии, ФРГ, США и Мексики, они выделили три «чистых» типа политической культуры: приходская или парокиальная (англ.parochial, от гр.para — около, возле oikos — место обитания, домохозяйство; иначе — местническая, патриархальная), для которой характерно отсутствие интереса людей к политике, знаний о политической системе и существенных ожиданий от её функционирования; подданическая (англ.subject), где сильна ориентация на политические институты, но невысок уровень индивидуальной активности граждан; партиципаторная, или участническая (англ.participant), отражающая заинтересованность граждан в политическом участии и проявление ими соответствующей активности.

## Сторонники и противники
Верба принадлежал к числу активно работающих и авторитетных политологов (один из наиболее упоминаемых в литературе как общедисциплинарного, так и специального характера), имеющих статус интеграторов науки.

## Награды
Неоднократно удостаивался престижных премий и наград в том числе:
- 1968 г. — Член Американской академии наук и искусств.
- 1972 и 1976 гг. — премия Американской ассоциации политической науки на лучшую книгу.
- 1980 г. — Стипендия Гуггенхайма[8].
- 1993 г. — премия им. Дж. Мэдисона за вклад в развитие политической науки[9].
- 2002 г. — Премия Юхана Шютте в политических науках.

## Работы С. Вербы
- 2006 — Voice and Equality: Civic Voluntarism in American Politics. Cambridge: Harvard University Press — with Kay Lehman Schlozman and Henry Brady. ISBN 0-674-94292-2; ISBN 978-0-674-94292-9 (cloth) ISBN 0-674-94293-0; ISBN 978-0-674-94293-6 (paper)
- 2005 — Contest of Symbols: The Sociology of Election Campaigns through Israeli Ephemera by Hanna Herzog (Foreword by Sidney Verba). Cambridge: Harvard University Press. ISBN 0-674-01796-X; ISBN 978-0-674-01796-2 (paper)
- 2002 — Elites and the Idea of Equality: A Comparison of Japan, Sweden, and the United States. Cambridge: Harvard University Press—with Steven Kelman, Gary R. Orren, Ichiro Miyake, Joji Watanuki, Ikuo Kabashima, and G. Donald Ferree. ISBN 0-674-24685-3; ISBN 978-0-674-24685-0 (cloth) ISBN 0-674-24686-1; ISBN 978-0-674-24686-7 (paper)
- 2001 — The Private Roots of Public Action: Gender, Equality, and Political Participation. Cambridge: Harvard University Press—with Nancy Burns and Kay Lehman Schlozman. ISBN 0-674-00601-1; ISBN 978-0-674-00601-0 cloth) ISBN 0-674-00660-7; ISBN 978-0-674-00660-7
- 1994 — Designing Social Inquiry: Scientific Inference in Qualitative Research Princeton: Princeton University Press — with Gary King and Robert Keohane. ISBN 0-691-03470-2; ISBN 978-0-691-03470-6 (cloth) ISBN 0-691-03471-0; ISBN 978-0-691-03471-3 (paper)
- 1985 — Equality in America: A View from the Top Cambridge: Harvard University Press—with Gary R. Orren. ISBN 0-674-25960-2; ISBN 978-0-674-25960-7 (cloth) ISBN 0-674-25961-0; ISBN 978-0-674-25961-4 (paper)
- 1963 — The Civic Culture: Political Attitudes and Democracy in Five Nations. Princeton: Princeton University Press—with Gabriel Almond. [reprinted by Little, Brown, Boston, 1980. ISBN 0-316-03490-8; ISBN 978-0-316-03490-6 (cloth)], [reprinted by Sage Publications, London ISBN 0-8039-3558-7; ISBN 978-0-8039-3558-7 (paper)]
- 1961 — Small Groups and Political Behavior: A Study of Leadership. Princeton: Princeton University Press. ISBN 0-691-09333-4; ISBN 978-0-691-09333-8 (cloth)

### Переводы на русский

#### Монографии
- Алмонд Г., Верба С. Гражданская культура: политические установки и демократия в пяти странах / пер. с англ. Е. Генделя. — М.: Мысль, 2014. — 500 с. — ISBN 978-5-244-01171-5.

#### Статьи
- Алмонд Г. А., Верба С. Гражданская культура и стабильность демократии // ПОЛИС. Политические исследования : журнал. — 1992. — № 4. — С. 32-43. — ISSN 1026-9487.
- Алмонд Г. А., Верба С. Гражданская культура (Подход к изучению политической культуры) (I) // Журнал политической философии и социологии политики «Полития. Анализ. Хроника. Прогноз» : журнал. — 2010. — № 2 (57). — С. 122-144. — ISSN 2078-5089.
- Алмонд Г. А., Верба С. Гражданская культура: подход к изучению политической культуры (II) // Журнал политической философии и социологии политики «Полития. Анализ. Хроника. Прогноз» : журнал. — 2010. — № 3-4 (58-59). — С. 207-221. — ISSN 2078-5089.